# Aequitas

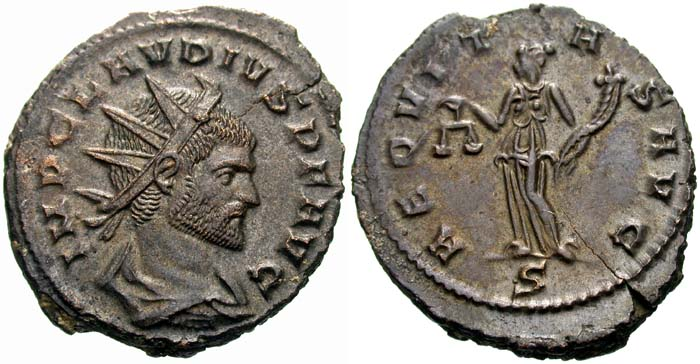
Aequitas en el reverso de este antoninianus grabado bajo Claudio II. La diosa sosteniendo sus símbolos, la balanza y la cornucopia.

Aequitas es el concepto romano de justicia, equidad, conformidad, simetría y rectitud. Es el origen de la palabra en español «equidad». En la Antigua Roma hacía referencia al concepto de equidad o trato justo entre individuos.
Cicerón consideró que la aequitas tenía una composición tripartita: "...una pertenece a los dioses en el cielo, la segunda a los espíritus de los difuntos, la tercera a los hombres. La primera se llama piedad (pietas), el segunda respeto (sanctitas), la tercera, justicia o equidad (iustitia)" (Cic., Top., 90). Según su teoría, la primera equivalía a la obligación religiosa, la segunda, al mundo de los espíritus, mientras que la tercera se reservaba a los seres humanos.
Durante el Imperio romano, la personificación de aequitas formó parte de la propaganda religiosa del emperador bajo el nombre de Aequitas Augusti. En las acuñaciones monetarias se representó mediante una cornucopia y una balanza (libra), que suponía un símbolo de justa medida para los romanos.